# 崔鑑
崔 鑑（崔鑒、さい かん、生没年不詳）は、北魏の文人・官僚。字は神具。本貫は博陵郡安平県。

## 経歴
崔綽（崔琨の兄の崔遭の子）の子として生まれた。文学で知られ、中書博士から侍郎に転じた。延興年間、孝文帝の命を受けて斉州におもむき、風俗を監察し、行兗州事をつとめた。功績により桐廬県子の爵位を受けた。奮威将軍・東徐州刺史として出向した。崔鑑は新たに北魏に帰順した人々を安心させるため、州民のうちで老齢の者を仮の太守や県令とするよう上申して、許可を受けた。また州内の銅冶で農具を作らせ、軍民に利益を得させた。死去すると、冠軍将軍・青州刺史の位を追贈され、安平侯に追封された。諡は康といった。

## 子女
- 崔合（字は貴和、桐廬県子、中書学生、主文中散、太尉諮議参軍、常山郡太守）
- 崔秉
- 崔習（字は貴礼、司徒主簿、彭城王元勰の下で開府属、幽州長史、博陵郡太守、河東郡太守）
- 崔氏（陸叡の妻）

## 伝記資料
- 『魏書』巻49 列伝第37
- 『北史』巻32 列伝第20